# Arkas Spor Kulübü (pallavolo maschile)
L'Arkas Spor Kulübü è una società pallavolistica maschile turca, con sede a Smirne: milita nel campionato turco di Efeler Ligi e fa parte della società polisportiva Arkas Spor Kulübü.

## Rosa 2023-2024
| N° | Nome             | Ruolo | Data di nascita   | Nazionalità sportiva |
| -- | ---------------- | ----- | ----------------- | -------------------- |
| 1  | Ulaş Kıyak       | P     | 11 agosto 1981    | Turchia              |
| 4  | Nicholas Hoag    | S     | 19 agosto 1992    | Canada               |
| 5  | Efe Mandıracı    | S     | 1º aprile 2002    | Turchia              |
| 6  | Ertuğrul Metin   | S     | 1º gennaio 1996   | Turchia              |
| 7  | Mirza Lagumdžija | S     | 18 maggio 2001    | Turchia              |
| 8  | Burutay Subaşı   | S     | 15 luglio 1990    | Turchia              |
| 9  | György Grozer    | O     | 27 novembre 1984  | Germania             |
| 10 | Onurcan Çakır    | L     | 27 settembre 1995 | Turchia              |
| 11 | Halit Kurtuluş   | C     | 26 giugno 2002    | Turchia              |
| 14 | Gökçen Yüksel    | S     | 17 luglio 2004    | Turchia              |
| 15 | Emir Öztürk      | C     | 20 dicembre 2000  | Turchia              |
| 17 | Jordan Canham    | O     | 4 luglio 2000     | Canada               |
| 18 | Ahmet Karataş    | L     | 31 marzo 1991     | Turchia              |
| 19 | Nikolaj Kărtev   | C     | 20 settembre 1995 | Bulgaria             |
| 20 | Emre Çevik       | C     | 13 giugno 2000    | Turchia              |
| 21 | Halil Yücel      | S     | 24 novembre 1989  | Turchia              |
| 88 | Ulaş Topbaşlı    | P     | 5 maggio 2001     | Turchia              |

## Palmarès
- Campionato turco: 4

2005-06, 2006-07, 2012-13, 2014-15
- Coppa di Turchia: 3

2008-09, 2010-11, 2021-22
- Supercoppa turca: 1

2024
- Challenge Cup: 1

2008-09
- BVA Cup: 1

2024

## Denominazioni precedenti
- 1999-2001: Körfez Spor Kulubü
- 2001-2003: Saint Joseph Spor Kulubü
- 2003-2005: Arkas Saint Joseph Spor Kulubü